# 孟崇然
孟崇然（1957年—），男，中国道士，现任中国道教协会副会长，辽宁省道教协会会长，丹东市道教协会会长，丹东普济宫监院，辽宁省政协委员。